# Aleko Moullos
Aleko Moullos (...) è un ginnasta greco con cittadinanza ottomana.

## Biografia
Aleko Mulos, molto probabilmente di nazionalità greca, è forse il primo atleta a rappresentare l'Impero ottomano (inteso come Turchia) durante i Giochi olimpici del 1908.

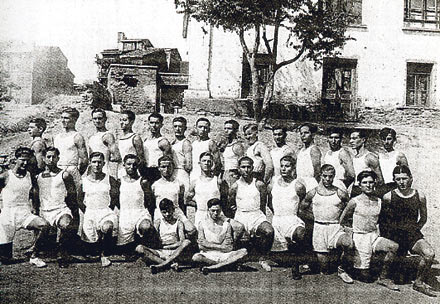
Club di ginnastica Tatavla Heraklis verso 1900

Moullos, uno studente del liceo di Galatasaray e atleta del club di ginnastica Heraklis di Tatavla, ha fatto da traduttore durante la visita a Costantinopoli del barone Pierre de Coubertin, il fondatore dei Giochi olimpici moderni.
Ha partecipato alle Olimpiadi di Londra del 1908 in ginnastica su invito di Coubertin. Non è riuscito a conseguire una laurea ai giochi e si è classificato al 67º posto con 154,5 punti su 96 partecipanti.
Non ci sono informazioni sulla sua vita successiva.